# The Waterfall
| Совокупная оценка    | Совокупная оценка |
| Источник             | Оценка            |
| -------------------- | ----------------- |
| Metacritic           | 77/100            |
| Оценки критиков      |                   |
| Источник             | Оценка            |
| AllMusic             | [ 2 ]             |
| American Songwriter  | [ 3 ]             |
| The A.V. Club        | B                 |
| Consequence of Sound | B                 |
| The Guardian         | [ 6 ]             |
| The Independent      | [ 7 ]             |
| The New York Times   | (Favourable)      |
| Pitchfork            | 7.9/10            |
| Rolling Stone        | [ 10 ]            |

The Waterfall — седьмой студийный альбом американской рок-группы My Morning Jacket, изданный 4 мая 2015 года на лейблах ATO и Capitol.
7 декабря 2015 года был номинирован на премию Грэмми-2016 в категории Лучший альтернативный альбом.

## История
Группа начала работу над альбомом в конце 2013 года и продолжала её 18 месяцев до завершения всех записей. Список композиций нового альбома The Waterfall, его обложка и первый сингл "Big Decisions" были анонсированы в марте 2015 года.
Альбом вышел 4 мая 2015 года в США. Он дебютировал на позиции № 11 в американском хит-параде Billboard 200 с тиражом 33,000 копий в первую неделю релиза. Он также достиг высшей в карьере группы позиции № 2 в рок-чарте Top Rock Albums.
Альбом получил в целом положительные отзывы музыкальной критики и интернет-изданий.

## Список композиций
Слова и музыка всех песен — Jim James, включая специально оговоренные.
| №                   | Название                         | Автор(ы)               | Длительность |
| ------------------- | -------------------------------- | ---------------------- | ------------ |
| 1.                  | «Believe (Nobody Knows)»         |                        | 4:56         |
| 2.                  | «Compound Fracture»              |                        | 3:44         |
| 3.                  | «Like a River»                   |                        | 4:50         |
| 4.                  | «In Its Infancy (The Waterfall)» |                        | 5:12         |
| 5.                  | «Get the Point»                  |                        | 3:01         |
| 6.                  | «Spring (Among the Living)»      |                        | 6:01         |
| 7.                  | «Thin Line»                      |                        | 4:03         |
| 8.                  | «Big Decisions»                  | Jim James и Dan Wilson | 3:53         |
| 9.                  | «Tropics (Erase Traces)»         |                        | 5:10         |
| 10.                 | «Only Memories Remain»           |                        | 7:11         |
| Общая длительность: | Общая длительность:              | Общая длительность:    | 48:01        |

## Чарты
| Чарт (2015)                            | Высшая позиция |
| -------------------------------------- | -------------- |
| Australian Albums (ARIA)               | 69             |
| Бельгия/Валлония (Ultratop)            | 49             |
| Бельгия/Фландрия (Ultratop)            | 53             |
| Канада (Canadian Albums Chart)         | 20             |
| Нидерланды (Album Top 100)             | 48             |
| Испания (PROMUSICAE)                   | 82             |
| Швеция (Sverigetopplistan)             | 38             |
| Великобритания (UK Albums Chart)       | 42             |
| США (Billboard 200)                    | 11             |
| США (Billboard Top Alternative Albums) | 2              |
| США (Billboard Top Rock Albums)        | 2              |

## Награды и номинации
| Год  | Организация   | Награда                      | Результат | Ссылка |
| ---- | ------------- | ---------------------------- | --------- | ------ |
| 2016 | Grammy Awards | Лучший альтернативный альбом | Ожидается | [ 12 ] |